# FC Kufstein
Der FC Kufstein ist ein österreichischer Fußballverein aus der Stadtgemeinde Kufstein im Bezirk Kufstein in Tirol und wurde 1987 gegründet. Der Verein wurde 1987 durch Fusion der beiden Klubs SC Kufstein und ESV Kufstein gegründet. Die Vereinsfarben der beiden Fusionsvereine (SC Kufstein Blau-Weiß, ESV Kufstein Schwarz-Weiß) wurden zu Blau-Weiß-Schwarz kombiniert. Die Unterinntaler waren 1987 in der 2. Division vertreten. Die Kampfmannschaft spielt in der Regionalliga West, der dritthöchsten Spielklasse Österreichs.

## Geschichte

### SV Kufstein
| 1929–1945                                                                                         | 1929–1945                     | 1929–1945                 | 1929–1945                 | 1929–1945                 | 1929–1945                 | 1929–1945                 | 1929–1945                 |
| Saison                                                                                            | Platz (Teiln.)                | Sp                        | S                         | U                         | N                         | Tore                      | Pkt.                      |
| Tiroler B-Klasse                                                                                  | Tiroler B-Klasse              | Tiroler B-Klasse          | Tiroler B-Klasse          | Tiroler B-Klasse          | Tiroler B-Klasse          | Tiroler B-Klasse          | Tiroler B-Klasse          |
| ------------------------------------------------------------------------------------------------- | ----------------------------- | ------------------------- | ------------------------- | ------------------------- | ------------------------- | ------------------------- | ------------------------- |
| 1929/30                                                                                           | 02.                           | keine vollständigen Daten | keine vollständigen Daten | keine vollständigen Daten | keine vollständigen Daten | keine vollständigen Daten | keine vollständigen Daten |
| Tiroler A-Klasse                                                                                  |                               |                           |                           |                           |                           |                           |                           |
| 1930/31                                                                                           | 07. (7)                       | 12                        | 02                        | 01                        | 09                        | 09:28                     | 05                        |
| Klasse Unterland                                                                                  |                               |                           |                           |                           |                           |                           |                           |
| 1931/32                                                                                           | keine vollständigen Daten     | keine vollständigen Daten | keine vollständigen Daten | keine vollständigen Daten | keine vollständigen Daten | keine vollständigen Daten | keine vollständigen Daten |
| 1932/33                                                                                           | keine vollständigen Daten     | keine vollständigen Daten | keine vollständigen Daten | keine vollständigen Daten | keine vollständigen Daten | keine vollständigen Daten | keine vollständigen Daten |
| 1933/34                                                                                           | 01. (6)                       | keine vollständigen Daten | keine vollständigen Daten | keine vollständigen Daten | keine vollständigen Daten | keine vollständigen Daten | keine vollständigen Daten |
| 1934/35                                                                                           | keine vollständigen Daten     | keine vollständigen Daten | keine vollständigen Daten | keine vollständigen Daten | keine vollständigen Daten | keine vollständigen Daten | keine vollständigen Daten |
| 1935/36                                                                                           | keine vollständigen Daten     | keine vollständigen Daten | keine vollständigen Daten | keine vollständigen Daten | keine vollständigen Daten | keine vollständigen Daten | keine vollständigen Daten |
| 1936/37                                                                                           | keine vollständigen Daten     | keine vollständigen Daten | keine vollständigen Daten | keine vollständigen Daten | keine vollständigen Daten | keine vollständigen Daten | keine vollständigen Daten |
| 1937/38                                                                                           | keine vollständigen Daten     | keine vollständigen Daten | keine vollständigen Daten | keine vollständigen Daten | keine vollständigen Daten | keine vollständigen Daten | keine vollständigen Daten |
| Tiroler Kreisliga Unterland                                                                       |                               |                           |                           |                           |                           |                           |                           |
| 1938/39 K1 K2                                                                                     | keine vollständigen Daten     | keine vollständigen Daten | keine vollständigen Daten | keine vollständigen Daten | keine vollständigen Daten | keine vollständigen Daten | keine vollständigen Daten |
| 1939/40 K2                                                                                        | Abbruch der Meisterschaft     | Abbruch der Meisterschaft | Abbruch der Meisterschaft | Abbruch der Meisterschaft | Abbruch der Meisterschaft | Abbruch der Meisterschaft | Abbruch der Meisterschaft |
| 1940/41 K2                                                                                        | keine vollständigen Daten     | keine vollständigen Daten | keine vollständigen Daten | keine vollständigen Daten | keine vollständigen Daten | keine vollständigen Daten | keine vollständigen Daten |
| 1941/42 K2                                                                                        | keine vollständigen Daten     | keine vollständigen Daten | keine vollständigen Daten | keine vollständigen Daten | keine vollständigen Daten | keine vollständigen Daten | keine vollständigen Daten |
| 1942/43 K2                                                                                        | keine vollständigen Daten     | keine vollständigen Daten | keine vollständigen Daten | keine vollständigen Daten | keine vollständigen Daten | keine vollständigen Daten | keine vollständigen Daten |
| 1944                                                                                              | nicht teilgenommen            | nicht teilgenommen        | nicht teilgenommen        | nicht teilgenommen        | nicht teilgenommen        | nicht teilgenommen        | nicht teilgenommen        |
| 1945                                                                                              | nicht ausgetragen             | nicht ausgetragen         | nicht ausgetragen         | nicht ausgetragen         | nicht ausgetragen         | nicht ausgetragen         | nicht ausgetragen         |
| Legende                                                                                           |                               |                           |                           |                           |                           |                           |                           |
|                                                                                                   | Tiroler Meister bzw. Aufstieg |                           |                           |                           |                           |                           |                           |
|                                                                                                   | Abstieg                       |                           |                           |                           |                           |                           |                           |
| K1 Änderung des Meisterschaftsmodus und Umbenennung der Liga. K2 Meisterschaft wurde abgebrochen. |                               |                           |                           |                           |                           |                           |                           |

Der Sportverein Kufstein wurde 1919 gegründet. Betreiber der ersten Gründung eines Fußballvereins in Kufstein war der hier ansässig gewordene Deutsche Arthur Lamche, der selbst in damals bekannten deutschen Fußballvereinen tätig war. Die Kufsteiner Gründungsmannschaft setzte sich aus den Spielern Arthur Lamche, Emmerich Buchauer, Karl Link, Rudolf Monitzer, Hermann Schlüter, Anton Schmid, Hans Schwaiger, Peter Zott, Josef Höhne, Robert Huttig, Friedl Issinger, Alois Schmid, König, Bamberger und Kremmel zusammen. Bis zur Eröffnung des Grenzlandstadions mussten die Kufsteiner noch bis zum Jahr 1925 warten. In der Saison 1929/30 stieg der SV Kufstein erstmals in die Tiroler Meisterschaft in der damaligen B-Klasse ein und erreichte den 2. Platz. 1930/31 spielten die er damit als erster Verein aus der Tiroler „Provinz“ in der A-Klasse, welche die damals höchste Spielstufe für Tiroler Vereine darstellte. In der A-Klasse maßen sich die Kufsteiner mit den Vereinen Innsbrucker AC, FC Veldidena Innsbruck, FC Wacker Innsbruck, SV Hötting, SV Innsbruck und SC Lichtwerke Innsbruck. Der SV Kufstein konnte sich gegen die übermächtigen Gegner nicht behaupten und belegte mit fünf Punkten den letzten Platz. Nach dem Abstieg spielten die Kufsteiner bis 1937 im Kreis Unterland. Trotz mehrmaliger Meisterehren in dieser Klasse wurde der Aufstieg nicht mehr angestrebt. Während der Kriegsjahre stellte der SV Kufstein den Spielbetrieb ein.

### SC Kufstein
| 1946 K1 | 02. (7)                   | 06                        | 05                        | 0                         | 01                        | 37:40                     | 10                        |                           |                           |
| Tiroler Landesliga |                           |                           |                           |                           |                           |                           |                           |                           |                           |
| 1946/47 K1 | 06. (10)                  | 18                        | 06                        | 05                        | 07                        | 38:39                     | 17                        |                           |                           |
| 1947/48 | 2. (10)                   | 18                        | 11                        | 04                        | 03                        | 45:21                     | 26                        |                           |                           |
| 1948/49 K2 | 1. (10)                   | 18                        | 14                        | 02                        | 02                        | 53:16                     | 30                        |                           |                           |
| 1949/50 | 4. (8)                    | 14                        | 08                        | 0                         | 06                        | 40:28                     | 16                        |                           |                           |
| Arlbergliga |                           |                           |                           |                           |                           |                           |                           |                           |                           |
| 1950/51 K1 | 7. (12)                   | 22                        | 11                        | 01                        | 10                        | 46:41                     | 23                        |                           |                           |
| 1951/52 | 10. (12)                  | 22                        | 06                        | 04                        | 12                        | 34:44                     | 16                        |                           |                           |
| 1952/53 | 10. (12)                  | 22                        | 06                        | 04                        | 12                        | 30:55                     | 0                         |                           |                           |
| 1953/54 | 12. (12)                  | Meisterschafts-Ausstieg   | Meisterschafts-Ausstieg   | Meisterschafts-Ausstieg   | Meisterschafts-Ausstieg   | Meisterschafts-Ausstieg   | Meisterschafts-Ausstieg   | Meisterschafts-Ausstieg   |                           |
| Tiroler Landesliga |                           |                           |                           |                           |                           |                           |                           |                           |                           |
| 1954/55 | 7. (9)                    | 16                        | 06                        | 02                        | 08                        | 37:44                     | 14                        |                           |                           |
| 1955/56 | 5. (10)                   | 18                        | 06                        | 04                        | 08                        | 28:41                     | 16                        |                           |                           |
| 1956/57 | 3. (10)                   | 18                        | 11                        | 03                        | 06                        | 42:24                     | 25                        |                           |                           |
| 1957/58 | 4. (10)                   | 18                        | 07                        | 03                        | 08                        | 48:40                     | 17                        |                           |                           |
| 1958/59 | keine vollständigen Daten | keine vollständigen Daten | keine vollständigen Daten | keine vollständigen Daten | keine vollständigen Daten | keine vollständigen Daten | keine vollständigen Daten | keine vollständigen Daten |                           |
| 1959/60 | 1.                        | keine vollständigen Daten | keine vollständigen Daten | keine vollständigen Daten | keine vollständigen Daten | keine vollständigen Daten | keine vollständigen Daten | keine vollständigen Daten |                           |
| Regionalliga West |                           |                           |                           |                           |                           |                           |                           |                           |                           |
| 1960/61 K1 | 7. (12)                   | 22                        | 09                        | 06                        | 07                        | 27:27                     | 24                        |                           |                           |
| 1961/62 | 7. (12)                   | 22                        | 08                        | 05                        | 09                        | 27:39                     | 21                        |                           |                           |
| 1962/63 | 5. (12)                   | 22                        | 06                        | 10                        | 06                        | 41:27                     | 22                        |                           |                           |
| 1963/64 | 3. (12)                   | 22                        | 11                        | 04                        | 07                        | 42:32                     | 26                        |                           |                           |
| 1964/65 | 6. (12)                   | 22                        | 07                        | 06                        | 09                        | 34:45                     | 20                        |                           |                           |
| 1965/66 | 10. (12)                  | 22                        | 07                        | 04                        | 11                        | 20:33                     | 18                        |                           |                           |
| Tiroler Landesliga |                           |                           |                           |                           |                           |                           |                           |                           |                           |
| 1966/67 | 1.                        | keine vollständigen Daten | keine vollständigen Daten | keine vollständigen Daten | keine vollständigen Daten | keine vollständigen Daten | keine vollständigen Daten | keine vollständigen Daten | keine vollständigen Daten |
| Regionalliga West |                           |                           |                           |                           |                           |                           |                           |                           |                           |
| 1967/68 | 5. (14)                   | 26                        | 12                        | 05                        | 09                        | 45:35                     | 29                        |                           |                           |
| 1968/69 | 6. (14)                   | 26                        | 11                        | 07                        | 08                        | 52:35                     | 29                        |                           |                           |
| 1969/70 | 12. (14)                  | 26                        | 08                        | 08                        | 10                        | 39:45                     | 24                        |                           |                           |
| Tiroler Landesliga |                           |                           |                           |                           |                           |                           |                           |                           |                           |
| 1970/71 | keine vollständigen Daten | keine vollständigen Daten | keine vollständigen Daten | keine vollständigen Daten | keine vollständigen Daten | keine vollständigen Daten | keine vollständigen Daten | keine vollständigen Daten |                           |
| 1971/72 | keine vollständigen Daten | keine vollständigen Daten | keine vollständigen Daten | keine vollständigen Daten | keine vollständigen Daten | keine vollständigen Daten | keine vollständigen Daten | keine vollständigen Daten |                           |
| 1972/73 | 1.                        | keine vollständigen Daten | keine vollständigen Daten | keine vollständigen Daten | keine vollständigen Daten | keine vollständigen Daten | keine vollständigen Daten | keine vollständigen Daten |                           |
| Regionalliga West |                           |                           |                           |                           |                           |                           |                           |                           |                           |
| 1973/74 | 7. (14)                   | 26                        | 09                        | 06                        | 11                        | 28:33                     | 24                        |                           |                           |
| Tiroler Landesliga |                           |                           |                           |                           |                           |                           |                           |                           |                           |
| 1974/75 | 2. (12)                   | keine vollständigen Daten | keine vollständigen Daten | keine vollständigen Daten | keine vollständigen Daten | keine vollständigen Daten | keine vollständigen Daten | keine vollständigen Daten |                           |
| 1975/76 | 3. (12)                   | keine vollständigen Daten | keine vollständigen Daten | keine vollständigen Daten | keine vollständigen Daten | keine vollständigen Daten | keine vollständigen Daten | keine vollständigen Daten |                           |
| 1976/77 | 11. (12)                  | keine vollständigen Daten | keine vollständigen Daten | keine vollständigen Daten | keine vollständigen Daten | keine vollständigen Daten | keine vollständigen Daten | keine vollständigen Daten |                           |
| 1977/78 | keine vollständigen Daten | keine vollständigen Daten | keine vollständigen Daten | keine vollständigen Daten | keine vollständigen Daten | keine vollständigen Daten | keine vollständigen Daten | keine vollständigen Daten |                           |
| 1978/79 | keine vollständigen Daten | keine vollständigen Daten | keine vollständigen Daten | keine vollständigen Daten | keine vollständigen Daten | keine vollständigen Daten | keine vollständigen Daten | keine vollständigen Daten |                           |
| 1979/80 | keine vollständigen Daten | keine vollständigen Daten | keine vollständigen Daten | keine vollständigen Daten | keine vollständigen Daten | keine vollständigen Daten | keine vollständigen Daten | keine vollständigen Daten |                           |
| 1980/81 | 1.                        | keine vollständigen Daten | keine vollständigen Daten | keine vollständigen Daten | keine vollständigen Daten | keine vollständigen Daten | keine vollständigen Daten | keine vollständigen Daten |                           |
| Regionalliga West |                           |                           |                           |                           |                           |                           |                           |                           |                           |
| 1981/82 | 5. (14)                   | 26                        | 11                        | 05                        | 10                        | 43:27                     | 27                        |                           |                           |
| 1982/83 | 1. (13)                   | 24                        | 13                        | 08                        | 03                        | 50:22                     | 34                        |                           |                           |
| 2. Division |                           |                           |                           |                           |                           |                           |                           |                           |                           |
| 1983/84 | 15. (16)                  | 30                        | 06                        | 09                        | 15                        | 26:50                     | 21                        |                           |                           |
| 1984/85 | 7. (16)                   | 30                        | 12                        | 07                        | 11                        | 34:33                     | 31                        |                           |                           |
| Regionalliga West |                           |                           |                           |                           |                           |                           |                           |                           |                           |
| 1985/86 K1 | 1. (14)                   | 26                        | 20                        | 05                        | 01                        | 64:12                     | 45                        |                           |                           |
| 2. Division / Unteres Playoff |                           |                           |                           |                           |                           |                           |                           |                           |                           |
| 1986/87 | 8. (12)                   | 22                        | 09                        | 03                        | 10                        | 29:33                     | 21                        |                           |                           |
| 1986/87 | 4. (8)                    | 36                        | 13                        | 10                        | 13                        | 45:48                     | 36                        |                           |                           |
| Legende |                           |                           |                           |                           |                           |                           |                           |                           |                           |
| | Aufstieg                  |                           |                           |                           |                           |                           |                           |                           |                           |
| | Abstieg                   |                           |                           |                           |                           |                           |                           |                           |                           |
| K1 Änderung des Meisterschaftsmodus und Umbenennung der Liga. K2 Die restlichen Spiele wurden, nachdem die Meisterschaft entschieden war, nicht mehr ausgetragen. |                           |                           |                           |                           |                           |                           |                           |                           |                           |

Logo des SC Kufstein (1946–1987)

Nach dem Zweiten Weltkrieg wurde der Verein als Sportclub Kufstein als erster Sportverein in Tirol wieder reaktiviert. In den Medien wurde der SC Kufstein des Öfteren auch als „SK“ Kufstein bezeichnet. Der Verein lud bekannte in- und ausländische Mannschaften in das Grenzlandstadion am Fischergries ein und erlebte einen Aufschwung. Großen Anteil daran hatte ehemalige Nationalspieler Franz „Bimbo“ Binder, den es in den Kriegswirren nach Kufstein verschlagen hatte. Der einstige Stürmer des SK Rapid Wien ließ hier seine großartige Karriere als Spieler ausklingen und stand dem SC Kufstein danach als Trainer und auch als Berater zur Seite. Der Verein begann 1946 den Meisterschaftsbetrieb als Vizemeister in der Klasse Unterland, spielte ab 1946/47 in der Landesliga und errang 1949 als erste Mannschaft, die nicht aus der Landeshauptstadt Innsbruck kommt, den Tiroler Meistertitel. Ab 1950/51 spielte der SC Kufstein vier Spielzeiten lang erstmals überregional in der Arlbergliga, die Vereine aus Tirol und solche aus Vorarlberg ausrichteten. Im Herbst 1953 traten die Kufsteiner allerdings aus Protest gegen angebliche Schiedsrichterfehlentscheidungen aus dem laufenden Meisterschaftsbetrieb aus und spielten fortan wieder in der Landesliga. Als deren Meister 1960 war der SC Kufstein mit Gründung der Regionalliga West 1960/61 – als damals dreigeteilte zweithöchste Spielklasse des Landes – dabei und hielt die Liga bis 1966 (beste Platzierung: Rang 3 in der Saison 1963/64) sowie nach dem sofortigen Wiederaufstieg nochmals bis 1970. Im letzten Jahr dieser Liga als zweithöchster Spielklasse (1973/74) spielten die Kufsteiner mit und erreichten Rang 7. Dazwischen und bis zum Wiederaufstieg in die Regionalliga West als dann dritthöchste Spielklasse 1981 spielte der SC Kufstein mit wechselndem Erfolg in der Tiroler Landesliga (später Tiroler Liga genannt). In der neuen Liga konnte sich der SC Kufstein sofort etablieren und in der zweiten Saison 1982/83 erstmals den Meistertitel feiern; damit spielte er zum ersten Mal in einer nationalen Liga, der 2. Division. Nach einem glücklichen Klassenerhalt (als Vorletzter blieb der Sportclub infolge von Vereinsauflösungen trotzdem in der Liga) musste der Club im zweiten Jahr ebenso unglücklich nach Rang 7 unter 16 Teams infolge einer Ligareform wieder absteigen. Dem SC Kufstein gelang allerdings 1985/86 mit dem neuerlichen Meistertitel in der Regionalliga West der sofortige Wiederaufstieg in die 2. Division und er schaffte dort den Klassenerhalt.
Der SC Kufstein spielte insgesamt 15-mal im Österreichischen Fußballpokal. Ein erster Höhepunkt war die Saison 1963/64, als die Kufsteiner nach einem 2:0-Sieg gegen den WAC erst im Achtelfinale mit 1:2 gegen den SK Rapid Wien ausschieden. 1964/65 scheiterten sie ebenfalls erst im Achtelfinale mit 2:4 auswärts am ATSV Ranshofen. 1973/74 unterlag der SC Kufstein im 1/16-Finale dem zweiten Wiener Großklub, der Wiener Austria mit 0:1. 1986/87, im letzten Jahr des Clubs, erreichten die Tiroler schließlich nochmals das Achtelfinale, scheiterten mit 0:1 nach Verlängerung an Austria Salzburg.

### ESV Kufstein
| 1948–1987 | 1948–1987                 | 1948–1987                 | 1948–1987                 | 1948–1987                 | 1948–1987                 | 1948–1987                 | 1948–1987                 |
| Saison | Platz (Teiln.)            | Sp                        | S                         | U                         | N                         | Tore                      | Pkt.                      |
| Klasse Unterland | Klasse Unterland          | Klasse Unterland          | Klasse Unterland          | Klasse Unterland          | Klasse Unterland          | Klasse Unterland          | Klasse Unterland          |
| --- | ------------------------- | ------------------------- | ------------------------- | ------------------------- | ------------------------- | ------------------------- | ------------------------- |
| 1948/49 K2 | keine vollständigen Daten | keine vollständigen Daten | keine vollständigen Daten | keine vollständigen Daten | keine vollständigen Daten | keine vollständigen Daten | keine vollständigen Daten |
| 1949/50 | keine vollständigen Daten | keine vollständigen Daten | keine vollständigen Daten | keine vollständigen Daten | keine vollständigen Daten | keine vollständigen Daten | keine vollständigen Daten |
| 1950/51 K1 | keine vollständigen Daten | keine vollständigen Daten | keine vollständigen Daten | keine vollständigen Daten | keine vollständigen Daten | keine vollständigen Daten | keine vollständigen Daten |
| 1951/52 | keine vollständigen Daten | keine vollständigen Daten | keine vollständigen Daten | keine vollständigen Daten | keine vollständigen Daten | keine vollständigen Daten | keine vollständigen Daten |
| 1952/53 | keine vollständigen Daten | keine vollständigen Daten | keine vollständigen Daten | keine vollständigen Daten | keine vollständigen Daten | keine vollständigen Daten | keine vollständigen Daten |
| 1953/54 | keine vollständigen Daten | keine vollständigen Daten | keine vollständigen Daten | keine vollständigen Daten | keine vollständigen Daten | keine vollständigen Daten | keine vollständigen Daten |
| 1. Klasse Innsbruck |                           |                           |                           |                           |                           |                           |                           |
| 1954/55 | keine vollständigen Daten | keine vollständigen Daten | keine vollständigen Daten | keine vollständigen Daten | keine vollständigen Daten | keine vollständigen Daten | keine vollständigen Daten |
| 1954/55 | 1. (3)                    | keine vollständigen Daten | keine vollständigen Daten | keine vollständigen Daten | keine vollständigen Daten | keine vollständigen Daten | keine vollständigen Daten |
| Tiroler Landesliga |                           |                           |                           |                           |                           |                           |                           |
| 1955/56 | 9. (10)                   | 18                        | 05                        | 03                        | 10                        | 38:58                     | 13                        |
| Klasse Unterland |                           |                           |                           |                           |                           |                           |                           |
| 1956/57 | keine vollständigen Daten | keine vollständigen Daten | keine vollständigen Daten | keine vollständigen Daten | keine vollständigen Daten | keine vollständigen Daten | keine vollständigen Daten |
| 1957/58 | keine vollständigen Daten | keine vollständigen Daten | keine vollständigen Daten | keine vollständigen Daten | keine vollständigen Daten | keine vollständigen Daten | keine vollständigen Daten |
| 1958/59 | keine vollständigen Daten | keine vollständigen Daten | keine vollständigen Daten | keine vollständigen Daten | keine vollständigen Daten | keine vollständigen Daten | keine vollständigen Daten |
| 1959/60 | keine vollständigen Daten | keine vollständigen Daten | keine vollständigen Daten | keine vollständigen Daten | keine vollständigen Daten | keine vollständigen Daten | keine vollständigen Daten |
| 1960/61 K1 | keine vollständigen Daten | keine vollständigen Daten | keine vollständigen Daten | keine vollständigen Daten | keine vollständigen Daten | keine vollständigen Daten | keine vollständigen Daten |
| 1961/62 | keine vollständigen Daten | keine vollständigen Daten | keine vollständigen Daten | keine vollständigen Daten | keine vollständigen Daten | keine vollständigen Daten | keine vollständigen Daten |
| Tiroler Landesliga |                           |                           |                           |                           |                           |                           |                           |
| 1962/63 | 6. (12)                   | keine vollständigen Daten | keine vollständigen Daten | keine vollständigen Daten | keine vollständigen Daten | keine vollständigen Daten | keine vollständigen Daten |
| 1963/64 | 12. (12)                  | keine vollständigen Daten | keine vollständigen Daten | keine vollständigen Daten | keine vollständigen Daten | keine vollständigen Daten | keine vollständigen Daten |
| Klasse Unterland |                           |                           |                           |                           |                           |                           |                           |
| 1964/65 | keine vollständigen Daten | keine vollständigen Daten | keine vollständigen Daten | keine vollständigen Daten | keine vollständigen Daten | keine vollständigen Daten | keine vollständigen Daten |
| 1965/66 | keine vollständigen Daten | keine vollständigen Daten | keine vollständigen Daten | keine vollständigen Daten | keine vollständigen Daten | keine vollständigen Daten | keine vollständigen Daten |
| 1966/67 | keine vollständigen Daten | keine vollständigen Daten | keine vollständigen Daten | keine vollständigen Daten | keine vollständigen Daten | keine vollständigen Daten | keine vollständigen Daten |
| 1967/68 | keine vollständigen Daten | keine vollständigen Daten | keine vollständigen Daten | keine vollständigen Daten | keine vollständigen Daten | keine vollständigen Daten | keine vollständigen Daten |
| 1968/69 | keine vollständigen Daten | keine vollständigen Daten | keine vollständigen Daten | keine vollständigen Daten | keine vollständigen Daten | keine vollständigen Daten | keine vollständigen Daten |
| 1969/70 | keine vollständigen Daten | keine vollständigen Daten | keine vollständigen Daten | keine vollständigen Daten | keine vollständigen Daten | keine vollständigen Daten | keine vollständigen Daten |
| 1970/71 | keine vollständigen Daten | keine vollständigen Daten | keine vollständigen Daten | keine vollständigen Daten | keine vollständigen Daten | keine vollständigen Daten | keine vollständigen Daten |
| 1971/72 | keine vollständigen Daten | keine vollständigen Daten | keine vollständigen Daten | keine vollständigen Daten | keine vollständigen Daten | keine vollständigen Daten | keine vollständigen Daten |
| 1972/73 | keine vollständigen Daten | keine vollständigen Daten | keine vollständigen Daten | keine vollständigen Daten | keine vollständigen Daten | keine vollständigen Daten | keine vollständigen Daten |
| 1973/74 | keine vollständigen Daten | keine vollständigen Daten | keine vollständigen Daten | keine vollständigen Daten | keine vollständigen Daten | keine vollständigen Daten | keine vollständigen Daten |
| 1974/75 | keine vollständigen Daten | keine vollständigen Daten | keine vollständigen Daten | keine vollständigen Daten | keine vollständigen Daten | keine vollständigen Daten | keine vollständigen Daten |
| Tiroler Landesliga (Aufstieg unbekannt) |                           |                           |                           |                           |                           |                           |                           |
| 1975/76 | keine vollständigen Daten | keine vollständigen Daten | keine vollständigen Daten | keine vollständigen Daten | keine vollständigen Daten | keine vollständigen Daten | keine vollständigen Daten |
| 1976/77 | keine vollständigen Daten | keine vollständigen Daten | keine vollständigen Daten | keine vollständigen Daten | keine vollständigen Daten | keine vollständigen Daten | keine vollständigen Daten |
| 1977/78 | keine vollständigen Daten | keine vollständigen Daten | keine vollständigen Daten | keine vollständigen Daten | keine vollständigen Daten | keine vollständigen Daten | keine vollständigen Daten |
| 1978/79 | keine vollständigen Daten | keine vollständigen Daten | keine vollständigen Daten | keine vollständigen Daten | keine vollständigen Daten | keine vollständigen Daten | keine vollständigen Daten |
| 1979/80 | keine vollständigen Daten | keine vollständigen Daten | keine vollständigen Daten | keine vollständigen Daten | keine vollständigen Daten | keine vollständigen Daten | keine vollständigen Daten |
| 1980/81 | 4. (14)                   | keine vollständigen Daten | keine vollständigen Daten | keine vollständigen Daten | keine vollständigen Daten | keine vollständigen Daten | keine vollständigen Daten |
| 1981/82 | 11. (14)                  | keine vollständigen Daten | keine vollständigen Daten | keine vollständigen Daten | keine vollständigen Daten | keine vollständigen Daten | keine vollständigen Daten |
| 1982/83 | 13. (14)                  | keine vollständigen Daten | keine vollständigen Daten | keine vollständigen Daten | keine vollständigen Daten | keine vollständigen Daten | keine vollständigen Daten |
| 1983/84 | 13. (14)                  | keine vollständigen Daten | keine vollständigen Daten | keine vollständigen Daten | keine vollständigen Daten | keine vollständigen Daten | keine vollständigen Daten |
| Landesliga Ost |                           |                           |                           |                           |                           |                           |                           |
| 1984/85 | keine vollständigen Daten | keine vollständigen Daten | keine vollständigen Daten | keine vollständigen Daten | keine vollständigen Daten | keine vollständigen Daten | keine vollständigen Daten |
| 1985/86 K1 | keine vollständigen Daten | keine vollständigen Daten | keine vollständigen Daten | keine vollständigen Daten | keine vollständigen Daten | keine vollständigen Daten | keine vollständigen Daten |
| 1986/87 | keine vollständigen Daten | keine vollständigen Daten | keine vollständigen Daten | keine vollständigen Daten | keine vollständigen Daten | keine vollständigen Daten | keine vollständigen Daten |
| Legende |                           |                           |                           |                           |                           |                           |                           |
| | Aufstieg                  |                           |                           |                           |                           |                           |                           |
| | Abstieg                   |                           |                           |                           |                           |                           |                           |
| K1 Änderung des Meisterschaftsmodus und Umbenennung der Liga. K2 Die restlichen Spiele wurden, nachdem die Meisterschaft entschieden war, nicht mehr ausgetragen. |                           |                           |                           |                           |                           |                           |                           |

Die Fußball-Sektion des Eisenbahnersportverein Kufstein wurde 1948 gegründet und bestand bis zur Fusion mit dem SC Kufstein im Jahr 1987. Der Verein spielte in den 1950er-Jahren sowie in den 1970er-Jahren bis zur Saison 1983/84 in der höchsten Tiroler Spielklasse. Der sportliche Höhepunkt wurde in der Saison 1980/81 erreicht, als der ESV Kufstein die Tiroler Landesliga auf dem 4. Platz beendete. Die verbleibenden drei Saisonen spielte der ESV Kufstein in der fünftklassigen Landesliga Ost.
Zu den größten Vereinserfolgen zählt die Finalteilnahme (Niederlage gegen Austria Wien) der U13-Mannschaft bei den österreichischen Nachwuchsmeisterschaften 1976/77. In den letzten Jahren der Vereinstätigkeit intensivierte sich im Nachwuchsbereich bereits die Kooperation mit dem SC Kufstein, was letztlich die Fusion der Kampfmannschaften vorbereitete.

### FC Kufstein
| 1987 – heute                                                                                              | 1987 – heute                | 1987 – heute                | 1987 – heute                | 1987 – heute                | 1987 – heute                | 1987 – heute                | 1987 – heute                |
| Saison | Platz (Teiln.)              | Sp                          | S                           | U                           | N                           | Tore                        | Pkt.                        |
| 2. Division/Unteres Playoff                                                                               | 2. Division/Unteres Playoff | 2. Division/Unteres Playoff | 2. Division/Unteres Playoff | 2. Division/Unteres Playoff | 2. Division/Unteres Playoff | 2. Division/Unteres Playoff | 2. Division/Unteres Playoff |
| --- | --------------------------- | --------------------------- | --------------------------- | --------------------------- | --------------------------- | --------------------------- | --------------------------- |
| 1987/88                                                                                                   | 6. (12)                     | 22                          | 07                          | 08                          | 07                          | 30:25                       | 22                          |
| 1987/88                                                                                                   | 5. (8)                      | 36                          | 11                          | 12                          | 13                          | 43:41                       | 34                          |
| 2. Division/Mittleres Playoff                                                                             |                             |                             |                             |                             |                             |                             |                             |
| 1988/89                                                                                                   | 3. (12)                     | 22                          | 08                          | 09                          | 05                          | 37:34                       | 25                          |
| 1988/89                                                                                                   | 8. (8)                      | 14                          | 01                          | 01                          | 12                          | 12:28                       | 03                          |
| 2. Division/Unteres Playoff                                                                               |                             |                             |                             |                             |                             |                             |                             |
| 1989/90                                                                                                   | 12. (12)                    | 22                          | 01                          | 04                          | 17                          | 18:46                       | 06                          |
| 1989/90                                                                                                   | 8. (8)                      | 36                          | 02                          | 11                          | 23                          | 33:70                       | 12                          |
| Regionalliga West                                                                                         |                             |                             |                             |                             |                             |                             |                             |
| 1990/91                                                                                                   | 6. (14)                     | 26                          | 11                          | 09                          | 06                          | 42:35                       | 31                          |
| 1991/92                                                                                                   | 4. (14)                     | 26                          | 13                          | 04                          | 09                          | 43:29                       | 30                          |
| Regionalliga West/Aufstieg Gruppe West                                                                    |                             |                             |                             |                             |                             |                             |                             |
| 1992/93 K1                                                                                                | keine vollständigen Daten   | keine vollständigen Daten   | keine vollständigen Daten   | keine vollständigen Daten   | keine vollständigen Daten   | keine vollständigen Daten   | keine vollständigen Daten   |
| 1992/93 K1                                                                                                | 1. (8)                      | 14                          | 10                          | 02                          | 02                          | 40:80                       | 22                          |
| 2. Division                                                                                               |                             |                             |                             |                             |                             |                             |                             |
| 1993/94                                                                                                   | 11. (16)                    | 30                          | 10                          | 08                          | 12                          | 31:38                       | 28                          |
| 1994/95                                                                                                   | 9. (16)                     | 30                          | 10                          | 09                          | 11                          | 32:44                       | 29                          |
| 1995/96 K2                                                                                                | 12. (16)                    | 30                          | 09                          | 08                          | 13                          | 33:42                       | 35                          |
| 1996/97                                                                                                   | 10. (16)                    | 30                          | 12                          | 05                          | 13                          | 29:42                       | 41                          |
| 1997/98                                                                                                   | 13. (15)                    | 28                          | 05                          | 13                          | 10                          | 22:37                       | 28                          |
| Regionalliga West                                                                                         |                             |                             |                             |                             |                             |                             |                             |
| 1998/99                                                                                                   | 6. (16)                     | 30                          | 15                          | 08                          | 07                          | 42:27                       | 53                          |
| 1999/2000                                                                                                 | 5. (16)                     | 30                          | 13                          | 06                          | 11                          | 46:46                       | 45                          |
| 2000/01                                                                                                   | 3. (16)                     | 30                          | 19                          | 05                          | 06                          | 67:34                       | 62                          |
| 2001/02                                                                                                   | 5. (16)                     | 30                          | 14                          | 09                          | 07                          | 50:38                       | 51                          |
| 2002/03                                                                                                   | 4. (16)                     | 30                          | 14                          | 10                          | 06                          | 71:36                       | 52                          |
| 2003/04                                                                                                   | 6. (16)                     | 30                          | 15                          | 02                          | 13                          | 55:44                       | 47                          |
| 2004/05                                                                                                   | 1. (16)                     | 30                          | 17                          | 07                          | 06                          | 68:35                       | 58                          |
| 2. Division                                                                                               |                             |                             |                             |                             |                             |                             |                             |
| 2005/06                                                                                                   | 10. (10)                    | 36                          | 04                          | 04                          | 28                          | 23:92                       | 16                          |
| Regionalliga West                                                                                         |                             |                             |                             |                             |                             |                             |                             |
| 2006/07                                                                                                   | 4. (16)                     | 30                          | 13                          | 12                          | 05                          | 48:27                       | 51                          |
| 2007/08                                                                                                   | 2. (16)                     | 30                          | 17                          | 03                          | 10                          | 73:49                       | 54                          |
| 2008/09                                                                                                   | 6. (16)                     | 30                          | 13                          | 10                          | 07                          | 66:46                       | 49                          |
| 2009/10                                                                                                   | 5. (16)                     | 30                          | 15                          | 06                          | 09                          | 69:51                       | 51                          |
| 2010/11                                                                                                   | 4. (16)                     | 30                          | 16                          | 07                          | 07                          | 67:45                       | 55                          |
| 2011/12                                                                                                   | 5. (16)                     | 30                          | 14                          | 04                          | 12                          | 58:44                       | 46                          |
| 2012/13                                                                                                   | 4. (16)                     | 30                          | 16                          | 06                          | 08                          | 70:41                       | 54                          |
| 2013/14                                                                                                   | 8. (16)                     | 30                          | 09                          | 09                          | 12                          | 49:58                       | 36                          |
| 2014/15                                                                                                   | 8. (16)                     | 30                          | 12                          | 05                          | 13                          | 56:59                       | 41                          |
| 2015/16                                                                                                   | 11. (16)                    | 30                          | 10                          | 07                          | 13                          | 43:45                       | 37                          |
| 2016/17                                                                                                   | 7. (16)                     | 30                          | 12                          | 05                          | 13                          | 53:51                       | 41                          |
| 2017/18                                                                                                   | 10. (16)                    | 30                          | 11                          | 05                          | 14                          | 56:53                       | 38                          |
| 2018/19                                                                                                   | 4. (16)                     | 30                          | 16                          | 07                          | 07                          | 55:31                       | 0                           |
| Regionalliga Tirol                                                                                        |                             |                             |                             |                             |                             |                             |                             |
| 2019/20 K1                                                                                                | 0. (10)                     | 0                           | 0                           | 0                           | 0                           | 0:0                         | 0                           |
| Legende                                                                                                   |                             |                             |                             |                             |                             |                             |                             |
| | Aufstieg                    |                             |                             |                             |                             |                             |                             |
| | Abstieg                     |                             |                             |                             |                             |                             |                             |
| K1 Änderung des Meisterschaftsmodus und Umbenennung der Liga. K1 1995/96: Einführung der Dreipunkteregel. |                             |                             |                             |                             |                             |                             |                             |

Logo des FC Kufstein (1987–1993)

1987 fusionierte der Zweitdivisionär SC Kufstein mit dem Stadtkonkurrenten ESV Kufstein (damals Landesliga Ost, 5. Spielklasse) zum FC Kufstein. Der neu gegründete Verein spielte von 1987/88 bis 1989/90 in der 2. Division und erreichte 1989 das Aufstiegs-Play-Off zur 1. Bundesliga. Dort konkurrierten die vier am schlechtesten platzierten Erstligavereine mit den vier besten Klubs der 2. Division. Kufstein konnte in das Spiel um den Aufstieg allerdings nicht eingreifen und belegte nur den achten und letzten Rang (als insgesamt sechzehntbester Verein in Österreich trotzdem die beste Platzierung in der Vereinsgeschichte). Nach dem Abstieg 1990 spielte der Fußballclub drei Saisonen in der Regionalliga West und errang 1992/93 mit dem Meistertitel den Wiederaufstieg in die 2. Bundesliga. Diesmal konnte der Verein sich fünf Saisonen in der Liga behaupten und erreichte als bestes Resultat den neunten Platz in der Saison 1994/95. Am Ende der Saison 1997/98 folgte mit dem 13. Platz erneut der Abstieg in die Regionalliga. Dort hielt sich der Verein in den Jahren 1999–2004 im vorderen Drittel der Tabelle. Im Spieljahr 2002/03 gewannen die Kufsteiner zum dritten Mal den Tiroler Landespokal (TFV-Pokal) nach einem 2:2 und einem 3:2-Sieg im Elfmeterschießen gegen den SC Kundl (die beiden Pokalsiege davor errangen der Vorgängerverein SC Kufstein 1983 und die zweite Mannschaft des FC Kufstein 1990). Die Endspiele von 2001, 2004 und 2005 gingen jedoch gegen den SV Axams (bzw. die SPG Axams/Götzens) verloren. 2004/05 gewannen die Tiroler zum insgesamt dritten Mal den Meistertitel der Regionalliga West. In der Saison 2005/06 spielte der FC Kufstein daher in der zweitklassigen Ersten Liga, er musste jedoch bereits nach einem Jahr wieder in die Regionalliga West absteigen. Dort etablierte sich der FC Kufstein dann in der vorderen Tabellenhälfte (zwischen Platz 2 und 6). In den Saisonen 2009/10, 2011/12 und 2012/13 gelangen drei weitere Siege im Tiroler Landespokal mit Siegen im Elfmeterschießen gegen die SPG Reichenau/Union, den SV Reutte und den SC Schwaz.
Der FC Kufstein spielt regelmäßig im Österreichischen Fußballpokal. Bereits im ersten Jahr 1987/88 erreichte der Club dabei das Achtelfinale, wo erst im Elfmeterschießen gegen den VfB Mödling Endstation war. Größere Erfolge blieben dann aus, meist scheiterten die Kufsteiner früh gegen unterklassige Gegner. Nur in der Saison 1991/92 wurde mit einem 0:1 im 1/16-Finale gegen den FC Tirol noch einmal ein Achtungserfolg erreicht.
2018 bekam der FC Kufstein erstklassigen Zuwachs. Der 139-fache Bundesliga-Spieler (27 Tore), 164-fache Zweitligaspieler (68 Tore) und WM-Teilnehmer für Kamerun Mohamadou Idrissou spielt jetzt für den FC Kufstein in Österreichs 3. Liga. Der 39-fache Nationalspieler war zuvor beim österreichischen Viertligisten ÖTSU Hallein in der Salzburger Liga aktiv. Eigentlich hatte Idrissou seine Karriere nach dem Aus beim KFC Uerdingen 05 im Januar 2017 für beendet erklärt – feierte jedoch rund ein Jahr später in Österreich sein Comeback. Durch die Abschaffung der Regionalliga West spielen die Kufsteiner ab der Saison 2019/20 in der Regionalliga Tirol.

### FC Kufstein Amateure
In Nachfolge des ESV Kufstein nimmt seit der Fusion 1987 eine zweite Kampfmannschaft des FC Kufstein am Spielbetrieb teil (in der Regel mit Nachwuchsspielern besetzt), die bereits im zweiten Bestandsjahr 1989 den Meistertitel in der Landesliga Ost (5. Spielklasse) und damit den Aufstieg erreichte. Nach dem erfolgreichsten Vereinsjahr in der Saison 1989/90 (6. Platz in der Tiroler Liga und Sieg im Tiroler Pokal) musste die Mannschaft bereits 1991 wieder in die Landesliga Ost absteigen, wo sie sich seither aufhält (mit Ausnahme der Saison 2010/11, als die Amateure nach einem Abstieg Meister in der Gebietsliga Ost wurde). Dabei waren die Kufsteiner 1998 Meister und belegten 2006 einen Aufstiegsplatz, durften jeweils aus Reglementgründen nicht wieder in die Tiroler Liga aufsteigen.
In der Saison 1990/91 spielte der FC Kufstein Amateure als Tiroler Pokalsieger einmal im Österreichischen Fußballpokal, sie wurden ausgerechnet gegen die eigene Profimannschaft ausgelost; das ungleiche „Brüderduell“ ging mit 2:12 verloren.

## Kufstein Arena (Grenzlandstadion)
Die Eröffnung des Grenzlandstadions fand am 13. September 1925 statt. Der Fußballplatz ist ein Naturstadion, zeichnete sich daher durch seine ostseitige Erhöhung aus und war lange Jahre vor allem deswegen bei gegnerischen Mannschaften gefürchtet. Den historischen Rekordbesuch verzeichnete der Verein am 20. Juni 1946, als bei einer 2:4-Niederlage eines Tiroler Auswahlteams gegen Oberösterreich rund 7.000 Besucher das Stadion füllten. Ähnliche Zuschauerzahlen wurden später nur noch bei internationalen Freundschaftsspielen in den 1980er Jahren erreicht, als u. a. der FC Bayern München in Kufstein gastierte. Das offizielle Fassungsvermögen wurde schließlich auf rund 5.000 Zuschauer reduziert. Praktisch „ausverkauft“ war das Stadion bei einem Meisterschaftsspiel hingegen nur einmal: bei der Eröffnung der Frühjahrssaison im März 1989 gegen Austria Salzburg.
Das Grenzlandstadion wurde 1999 generalsaniert und ist heute noch im Besitz des Vereins. Mit der Eröffnung des neuen Sportzentrums Kufstein Arena 2005 wurde das Stadion in das Areal einbezogen und offiziell umbenannt.
Neben einigen Vorbereitungsspielen zwischen internationalen Profimannschaften sowie Nachwuchsländerspielen fanden in Vorbereitung auf die Fußball-WM 2010 zwei freundschaftliche Länderspiele in der Kufstein Arena statt: Südkorea gegen Belarus (0:1) am 30. Mai 2010 und Serbien gegen Polen (0:0) am 2. Juni 2010. Das wiederholte sich im Vorfeld der Fußball-EM 2012, als sogar der Co-Gastgeber Ukraine (4:0 gegen Estland am 28. Mai 2012) sowie Teilnehmer Griechenland (1:0 gegen Armenien am 31. Mai 2012) in Kufstein gastierten, der Fußball-WM 2014, als WM-Teilnehmer Kamerun zwei Vorbereitungsspiele gegen Mazedonien (2:0) am 26. Mai 2014 und gegen Paraguay (1:2) am 29. Mai 2014 bestritt und vor der Fußball-EM 2016, als am 27. Mai 2016 die Tschechische Republik gegen Malta (6:0) spielte.

## Titel und Erfolge
- 27 × Zweitligateilnahme: als SC Kufstein 1950/51 bis 1953/54 (Arlbergliga), 1960/61 bis 1965/66, 1967/68 bis 1969/70 und 1973/74 (Regionalliga West), 1983/84, 1984/85 und 1986/87 (2. Division), als FC Kufstein 1987/88 bis 1989/90, 1993/94 bis 1998/99 sowie 2005/06
- 4 × Meister Regionalliga West: 1983, 1986 (SC), 1993, 2005 (FC)
- 5 × Meister der Tiroler Liga: 1949, 1960, 1967, 1973, 1981 (SC)

- 4 × Achtelfinale im Österreichischen Fußballpokal: 1963/64, 1964/65, 1986/87 (SC), 1987/88 (FC)
- 6 × Tiroler Landespokalsieger: 1983 (SC), 1990 (Amateure), 2003, 2010, 2012, 2013 (FC)
- 4 × Finalist vom Tiroler Fußballcups: 2001, 2004, 2005, 2008 (FC)